# Ewliya Kasim Paixà
Ewliya Kasim Paixà fou un alt funcionari otomà del segle xv, d'origen albanès.
Va arribar a beglerbegi de Rumèlia i va viure uns anys a Edirne. El 1478 va construir una mesquita, un hospici o un doble hamam. Va morir el 1485 i fou enterrat prop de la seva mesquita.